# ایمی لندکر
ایمی لندکر (انگلیسی: Amy Landecker؛ زادهٔ ۳۰ سپتامبر ۱۹۶۹) هنرپیشه اهل ایالات متحده آمریکا است. وی از سال ۱۹۹۸ میلادی تاکنون مشغول فعالیت بوده است.
از فیلم‌هایی که وی در آن نقش داشته است، می‌توان به یک مرد جدی، ۳ روز با پدر و بحث کافیه اشاره کرد.